# Noé (Yonne)
Noé és un municipi francès, situat al departament del Yonne i a la regió de Borgonya - Franc Comtat. L'any 2007 tenia 433 habitants.

## Demografia

### Població
El 2007 la població de fet de Noé era de 433 persones. Hi havia 167 famílies, de les quals 40 eren unipersonals (12 homes vivint sols i 28 dones vivint soles), 56 parelles sense fills, 63 parelles amb fills i 8 famílies monoparentals amb fills.
La població ha evolucionat segons el següent gràfic:
Habitants censats

### Habitatges
El 2007 hi havia 209 habitatges, 172 eren l'habitatge principal de la família, 28 eren segones residències i 9 estaven desocupats. Tots els 205 habitatges eren cases. Dels 172 habitatges principals, 158 estaven ocupats pels seus propietaris, 11 estaven llogats i ocupats pels llogaters i 3 estaven cedits a títol gratuït; 2 tenien una cambra, 10 en tenien dues, 26 en tenien tres, 43 en tenien quatre i 91 en tenien cinc o més. 133 habitatges disposaven pel capbaix d'una plaça de pàrquing. A 71 habitatges hi havia un automòbil i a 90 n'hi havia dos o més.

### Piràmide de població
La piràmide de població per edats i sexe el 2009 era:
| Homes | Edats   | Dones |
| ----- | ------- | ----- |
| 0     | 95 o +  | 0     |
| 0     | 90 a 94 | 4     |
| 0     | 85 a 89 | 4     |
| 4     | 80 a 84 | 4     |
| 4     | 75 a 79 | 0     |
| 16    | 70 a 74 | 8     |
| 4     | 65 a 69 | 8     |
| 8     | 60 a 64 | 20    |
| 8     | 55 a 59 | 8     |
| 20    | 50 a 54 | 12    |
| 16    | 45 a 49 | 36    |
| 24    | 40 a 44 | 16    |
| 12    | 35 a 39 | 24    |
| 12    | 30 a 34 | 12    |
| 4     | 25 a 29 | 4     |
| 8     | 20 a 24 | 8     |
| 12    | 15 a 19 | 28    |
| 32    | 10 a 14 | 20    |
| 16    | 5 a 9   | 16    |
| 0     | 0 a 4   | 0     |

## Economia
El 2007 la població en edat de treballar era de 274 persones, 197 eren actives i 77 eren inactives. De les 197 persones actives 178 estaven ocupades (98 homes i 80 dones) i 19 estaven aturades (10 homes i 9 dones). De les 77 persones inactives 31 estaven jubilades, 23 estaven estudiant i 23 estaven classificades com a «altres inactius».

### Ingressos
El 2009 a Noé hi havia 172 unitats fiscals que integraven 445 persones, la mediana anual d'ingressos fiscals per persona era de 18.587 €.

### Activitats econòmiques
Dels 8 establiments que hi havia el 2007, 5 eren d'empreses de comerç i reparació d'automòbils, 1 d'una empresa financera i 2 d'empreses immobiliàries.
L'únic servei als particulars que hi havia el 2009 era una agència immobiliària.

## Equipaments sanitaris i escolars
El 2009 hi havia una escola elemental integrada dins d'un grup escolar amb les comunes properes formant una escola dispersa.

## Poblacions més properes
El següent diagrama mostra les poblacions més properes.